# AVN Awards 2016
33. ročník udílení cen AVN pořádalo Adult Video News dne 23. ledna 2016 v divadle The Joint v Hard Rock Hotel and Casino v nevadském městě Paradise. Byly zde oceněny pornografické filmy a erotické pomůcky uvedené na trh mezi 1. říjnem 2014 a 30. zářím 2015, a to ve 115 kategoriích. Událost byla ve Spojených státech vysílána na televizní stanici Showtime a produkoval ji Gary Miller. Vůbec poprvé uváděla předávání cen komička a herečka Kate Quigley spolu s Joannou Angel a Anikkou Albrite.

## Vítězové a nominovaní
Nominace 33. ročníku AVN Awards byly vyhlášeny 19. listopadu 2015 na každoroční AVN Awards Nominations Party v nočním klubu Avalon v Hollywoodu.
Film Peter Pan XXX: An Axel Braun Parody se se ziskem 21 nominací umístil na první místo největšího počtu nominací. Následoval jej film Batman v Superman XXX: An Axel Braun Parody s 18 cenami, jenž se tak umístil na místě druhém.
Vítězové byli ohlášeni na slavnostním ceremoniálu dne 23. ledna 2016. I přes menší počet nominací získaly nejvíce cen filmy Being Riley od TUSHY.com a Batman v Superman XXX: An Axel Braun Parody, a to každý po pěti cenách. Filmy Marriage 2.0, Peter Pan XXX: An Axel Braun Parody a The Submission of Emma Marx: Boundaries obdržely čtyři ceny a The Doctor evropské výroby ceny tři.

### Hlavní ocenění a nominace

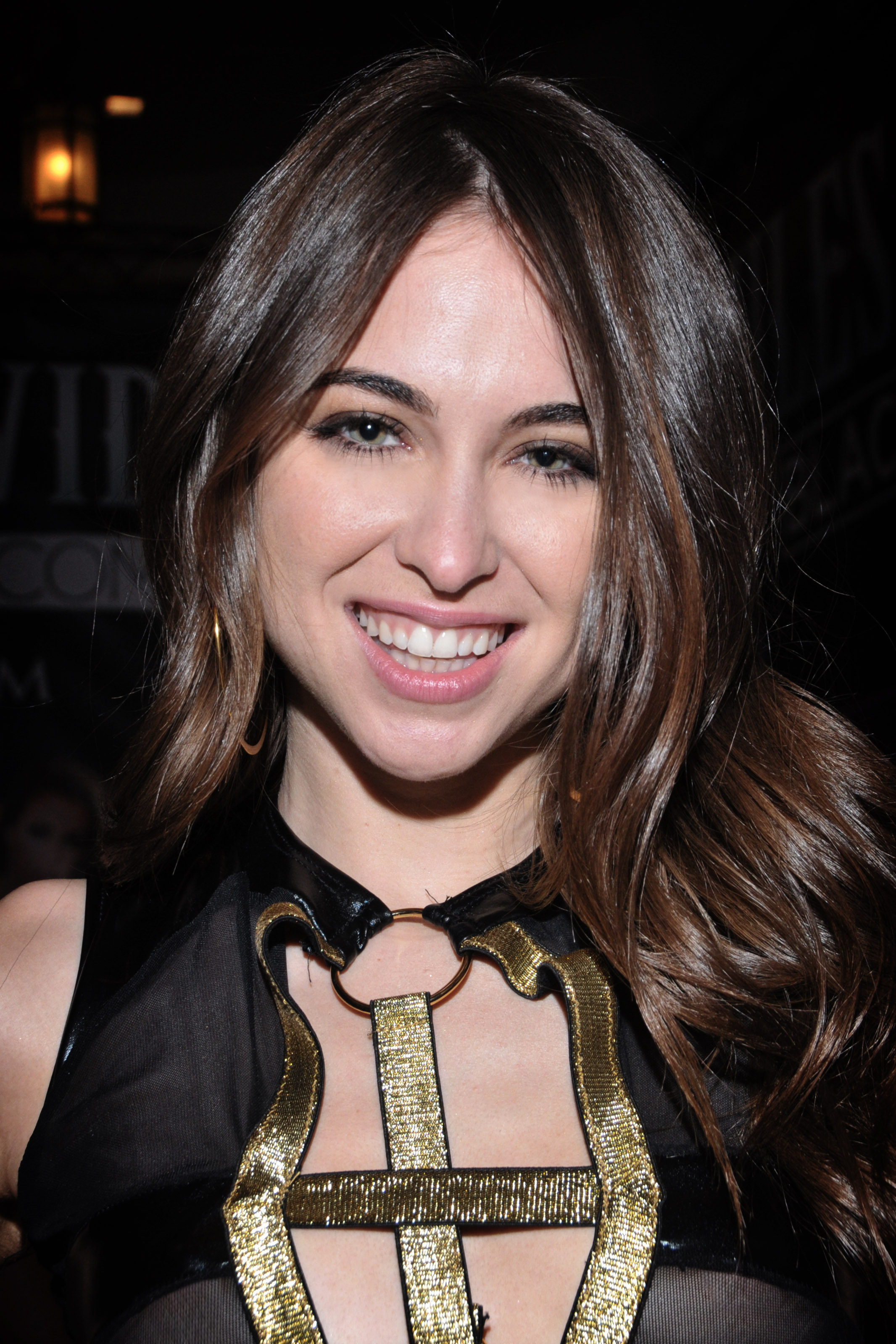
Riley Reid, vítězka v kategorii Female Performer of the Year

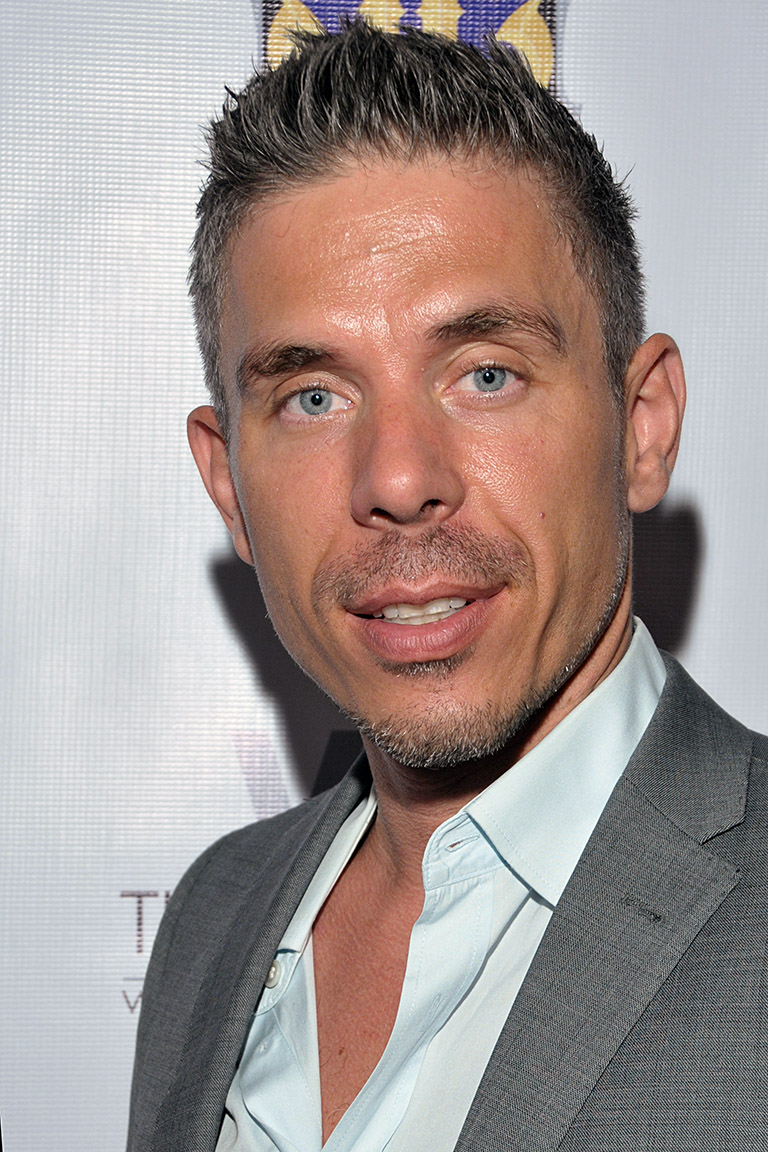
Mick Blue, vítěz v kategorii Male Performer of the Year

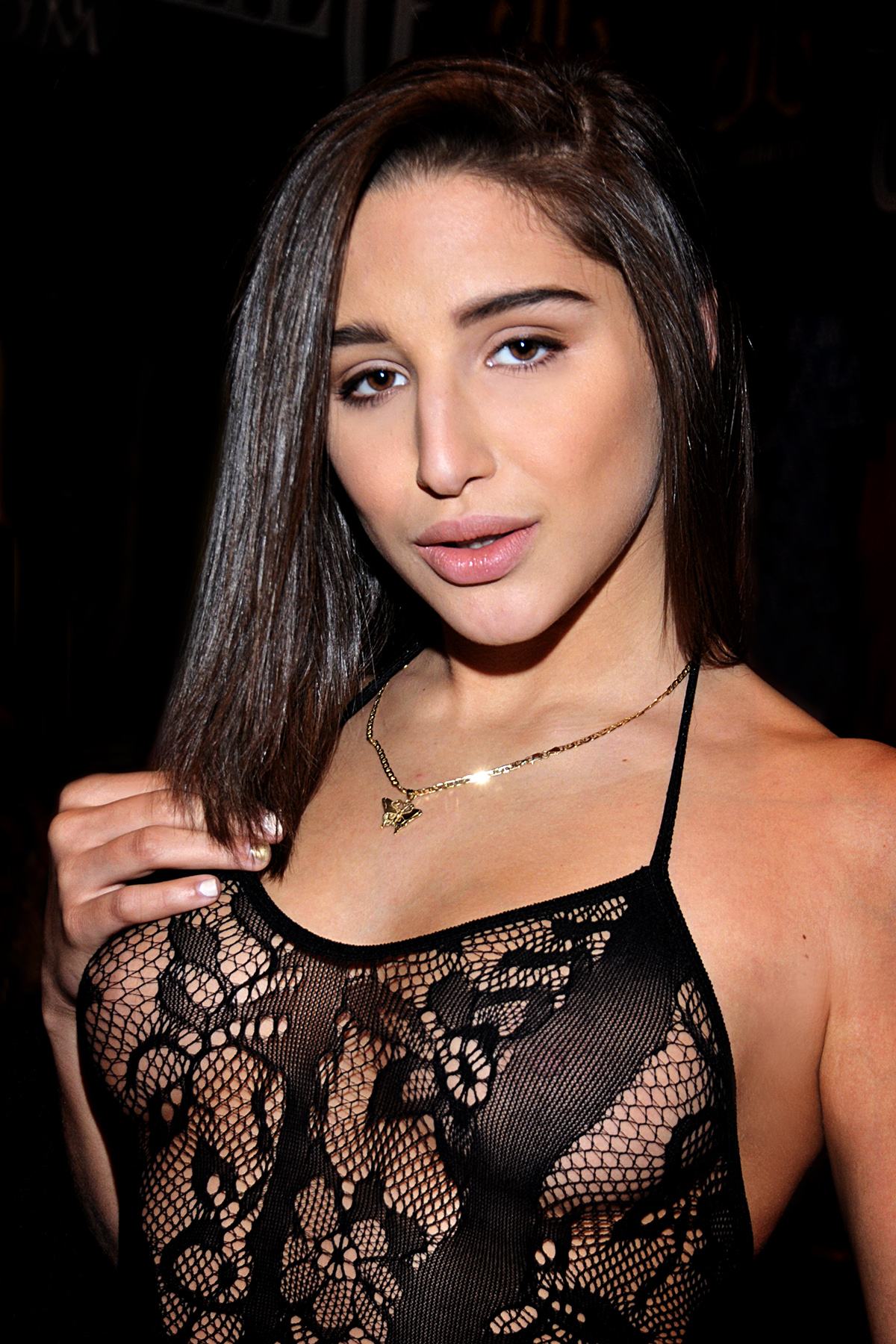
Abella Danger, vítězka v kategorii Best New Starlet

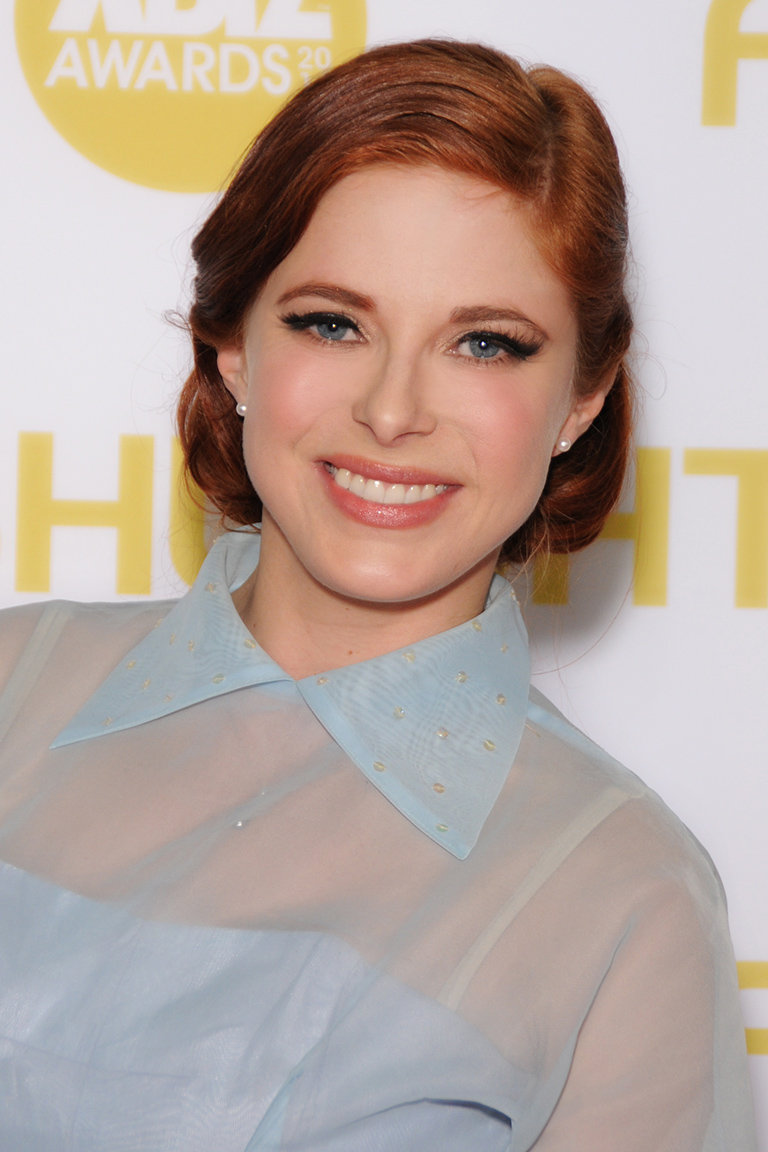
Penny Pax, vítězka v kategorii Best Actress

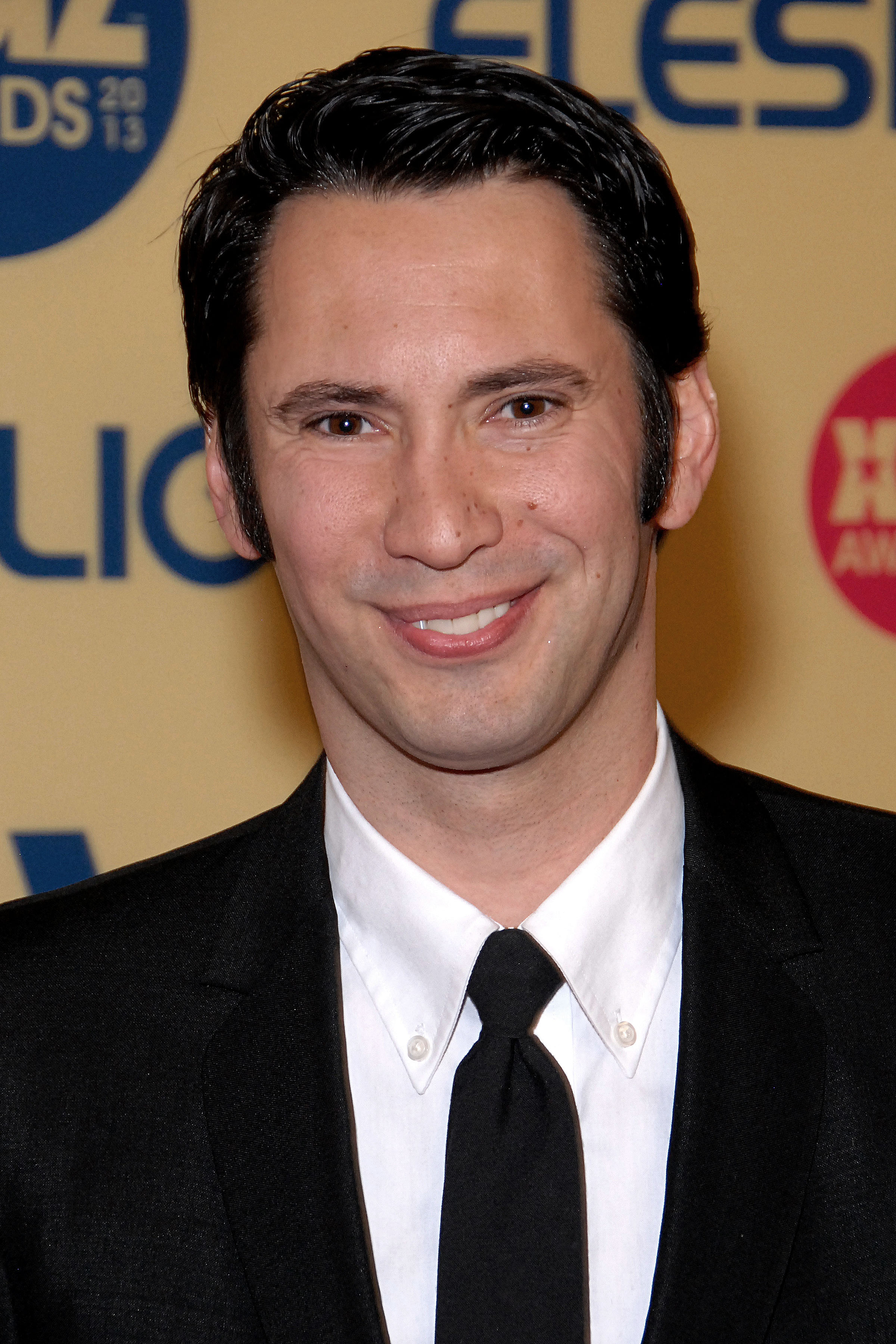
Tommy Pistol, vítěz v kategorii Best Actor

Vítězové jednotlivých kategorií jsou zvýrazněni tučným písmem.
| Movie of the Year | Female Performer of the Year |
| --- | --- |
| - Peter Pan XXX: An Axel Braun Parody | - Riley Reid - Anikka Albrite - August Ames - A.J. Applegate - Vicki Chase - Adriana Chechik - Carter Cruise - Dani Daniels - Aidra Fox - Keisha Grey - Jillian Janson - Eva Lovia - Maddy O’Reilly - Romi Rain - Kleio Valentien |
| Male Performer of the Year | Best New Starlet |
| - Mick Blue - Flash Brown - Xander Corvus - James Deen - Erik Everhard - Manuel Ferrara - Keiran Lee - Ramon Nomar - Tommy Pistol - Toni Ribas - Lexington Steele - Steven St. Croix - Chad White - Prince Yahshua | - Abella Danger - Aria Alexander - Bella Bellz - Marley Brinx - Kate England - Karlee Grey - Katrina Jade - Peta Jensen - Cassidy Klein - Morgan Lee - Rachael Madori - Keira Nicole - Jade Nile - Megan Rain - Kissa Sins |
| Transsexual Performer of the Year | Director of the Year |
| - Venus Lux - Jonelle Brooks - Delia DeLions - Jessy Dubai - Foxxy - Vixxen Goddess - Sienna Grace - Khloe Hart - Aubrey Kate - Kelli Lox - Kylie Maria - Carla Novaes - Holly Parker - Chelsea Poe - Tyra Scott | - Greg Lansky - Mike Adriano - Brad Armstrong - James Avalon - Axel Braun - Stormy Daniels - James Deen - Manuel Ferrara - William H. - Jules Jordan - Ryan Madison - Mason - Eddie Powell - B. Skow - Jacky St. James |
| Best Actor | Best Actress |
| - Tommy Pistol – Stryker - Richie Calhoun – The Submission of Emma Marx: Boundaries - Danny D – The Doctor - James Deen – Stockholm Syndrome - Ryan Driller – Marriage 2.0 - Erik Everhard – Broken Vows - Giovanni Francesco – Batman v Superman XXX: An Axel Braun Parody - Seth Gamble – Brothers & Sisters - Danny Mountain – Lock and Load - Tyler Nixon – Housemates 2 - Derrick Pierce – Magic Mike XXXL: A Hardcore Parody - Toni Ribas – Bullet to the Top - Ryan Ryder – Peter Pan XXX: An Axel Braun Parody - Michael Vegas – Shades of Kink 4 - Chad White – Waiting on Love | - Penny Pax – The Submission of Emma Marx: Boundaries - Asa Akira – Starmaker - Adriana Chechik – The Turning - Carter Cruise – Waiting on Love - Dani Daniels – Sisterhood - Stormy Daniels – Wanted - Dana DeArmond – Mother's Little Helper - Daisy Haze – Bad Romance - Kimberly Kane – Family Secrets - Remy LaCroix – Stockholm Syndrome - Keira Nicole – Peter Pan XXX: An Axel Braun Parody - Bonnie Rotten – Sisters of Anarchy - Riley Steele – Barbarella XXX: An Axel Braun Parody - India Summer – Marriage 2.0 - Sarah Vandella – Love, Sex & TV News |
| Best Drama | Best Parody |
| - Wanted - Bad Romance - Bullet to the Top - The Colombian XXX - Gone - How I Became a Sexual Slave - Love, Lust & Longing - Mother's Little Helper - My Sinful Life - Safe Landings - Saving Humanity - Starmaker - Stockholm Syndrome - A Thing of Beauty - Wild Inside | - Peter Pan XXX: An Axel Braun Parody - American Whore Story - Batman v Superman XXX: An Axel Braun Parody - Between the Headlines: A Lesbian Porn Parody - Bob's Boners and Other Porn Parodies - Gnardians of the Galaxy and Other Porn Parodies - Joanna Angel's Making the Band - Kill Bill: A XXX Parody - Magic Mike XXXL: A Hardcore Parody - Night at the Erotic Museum - Screwing Wall Street: The ArrangementFinders IPO - Sisters of Anarchy - This Ain't Modern Family XXX - This Ain't Supernatural XXX - The Tranny Bunch |
| Best Star Showcase | Best Supporting Actress |
| - Being Riley - Adriana's a Slut - Angela 2 - Asa Akira: Wicked Fuck Doll - Carter Cruise Obsession - The Insatiable Miss Alexis Texas 2 - Jesse: Sex Machine - Just Jillian - Karma's a Bitch - Meet Aidra Fox - Missy Martinez: Fucked Ra - Private Fantasies of Samantha Saint - Remy - SeXXXploitation of Abigail Mac - True Lust | - Kleio Valentien – Batman v Superman XXX: An Axel Braun Parody - Anikka Albrite – The Turning - Julia Ann – Stryker - Skin Diamond – Love, Sex & TV News - Jessica Drake – Starmaker - Allie Haze – Love, Lust & Longing - Karla Kush – My Girlfriend's Mother 8 - Abigail Mac – Flesh - Chanel Preston – This Ain't The Interview XXX - Amber Rayne – Wanted - Jessa Rhodes – Sisters of Anarchy - Celeste Star – Saving Humanity - Misty Stone – Magic Mike XXXL - Stoya – Screwing Wall Street: The ArrangementFinders IPO - Kasey Warner – Mother's Little Helper |
| All-Girl Performer of the Year | Fan Award: Most Epic Ass |
| - Shyla Jennings - Elle Alexandra - Lily Cade - Jayden Cole - Prinzzess Felicity Jade - Sasha Heart - Kenna James - Mindi Mink - Tara Morgan - Raven Rockette - Ryan Ryans - Jenna Sativa - Angela Sommers - Tanya Tate - Vanessa Veracruz | - Alexis Texas - Aaliyah Love, Abella Danger, A. J. Applegate, Amirah Adara, Anikka Albrite, Ash Hollywood, Bella Bellz, Carmen Valentina, Chanell Heart, Dahlia Sky, Dani Daniels, Dava Foxx, Dillion Harper, Eva Lovia, Holly Hanna, Isabella de Santos, Jada Stevens, Jenna Ashley, Jenna Ivory, Jodi Taylor, Julie Cash, Jynx Maze, Kayla-Jane Danger, Keisha Grey, Kelli Staxxx, Kelsi Monroe, Kenra Lust, Kissa Sins, Layla Price, Lea Lexis, Leya Falcon, Lola Foxx, Luna Star, Madelyn Monroe, Melissa May, Mia Malkova, Miley May, Nikki Delano, Richelle Ryan, Sadie Blair, Sadie Santana, Sarah Vandella, Savana Styles, Scarlet Red, Sovereign Syre, Summer Brielle, Sunny Lane, Veruca James, Yasmine De Leon |
| Best Boy/Girl Sex Scene | Best Girl/Girl Sex Scene |
| - Abigail Mac, Flash Brown – Black & White 4 - Kleio Valentien, Seth Gamble – Axel Braun's Inked - Carter Cruise, Derrick Pierce – Batman v Superman XXX: An Axel Braun Parody - Peta Jensen, Bill Bailey – Bra Busters 6 - Marley Brinx, Steven St. Croix – The Father Figure - Eva Lovia, Keiran Lee – Flesh - Little Caprice, Marcello Bravo – In Love With Little Caprice - Aria Alexander, Ryan Madison – Make ’Em Sweat 2 - India Summer, Mickey Mod – Marriage 2.0 - August Ames, Manuel Ferrara – Oil Overload 12 - Sara Luvv, Xander Corvus – Restraint - Rachael Madori, Ryan Madison – Rough Enough - Kissa Sins, Johnny Sins – Sins Life Part 2 - Remy LaCroix, James Deen – Stockholm Syndrome (4. scéna) - Dani Daniels, Ramon Nomar – True Erotica | - Riley Reid, Aidra Fox – Being Riley - Abella Danger, Phoenix Marie – All Access Abella Danger - Riley Steele, Asa Akira – Barbarella XXX: An Axel Braun Parody - Skin Diamond, Alina Li – Deviant Devil: Skin Diamond - Nikki Daniels, Jenna J. Ross – Finger Lickin Girlfriends 4 - Carter Cruise, Jessie Andrews – Jessie Loves Girls - Chanell Heart, Misty Stone – Lesbian First Dates - Mia Malkova, Kenna James – Mia Loves Girls - Dana DeArmond, Ava Dalush – Mother's Little Helper - Lexi Belle, Jayden Cole – Penthouse Pet All-Girl Retreat - Charlotte Stokely, Kristina Rose – Pink Velvet - Veronica Vain, Kayden Kross – Screwing Wall Street: The ArrangementFinders IPO - Shyla Jennings, Casey Calvert – Sisterly Love 2 - Abigail Mac, Ryan Ryans – There’s Only One Abigail Mac - Prinzzess Felicity Jade, Jillian Janson – Women Seeking Women 110 |
| Best Anal Sex Scene | Best Oral Sex Scene |
| - Riley Reid, Mick Blue – Being Riley - Bonnie Rotten, Danny D – American Whore Story - Aidra Fox, Manuel Ferrara – Anal Beauty - Dahlia Sky, Prince Yahshua – Anal Warriors - Rachael Madori, Mick Blue – Ass Candy - Anikka Albrite, Mike Adriano – Banging Beauties - Keisha Grey, Manuel Ferrara – Big Anal Asses 3 - Ana Foxxx, Mick Blue – Black Bombshells - Jada Stevens, Prince Yahshua – The Booty Movie - Adriana Chechik, Lexington Steele – Brunettes Go Black - Carter Cruise, Flash Brown – Carter Cruise Obsession - Allie Haze, Rob Piper – Interracial & Anal 2 - Jillian Janson, Mick Blue – Just Jillian - Kendra Lust, Mick Blue – Miss Tushy - Kaylani Lei, Erik Everhard – Up My Asian Ass 2                                               | - Angela White – Angela 2 - Adriana Chechik, Karmen Karma – Adriana Chechik & Karmen Karma's Through the Jeans BJ - Asa Akira – Asa Akira: Wicked Fuck Doll - Britney Amber – Batman v Superman XXX: An Axel Braun Parody - Carter Cruise – Facialized 2 - London Keyes – Fluid 3 - Jillian Janson – Just Jillian - Marley Brinx – Marley - Sarah Vandella – MILFs Suck - Mia Malkova, Aiden Ashley – Peter Pan XXX: An Axel Braun Parody - Samantha Saint, Juelz Ventura – Private Fantasies of Samantha Saint - Vicki Chase – Sperm Diet - Kalina Ryu – Suck Balls 4 - Allie Haze, Chanel Preston, Romi Rain – Triple BJs - Alena Croft – Wet Food 6 |

### Další ocenění
Seznam obsahuje další oceněné, kteří byli ohlášeni mimo hlavní ceremoniál.
| Obsahové kategorie - BBW Performer of the Year: Karla Lane - Best All-Girl Group Sex Scene: Angela White, Alexis Texas a Anikka Albrite – Angela 2 - Best All-Girl Movie: Angela Loves Women - Best All-Girl Series: Women Seeking Women - Best Amateur/Pro-Am Movie: It's My First Time 2 - Best Amateur/Pro-Am Series: Bang Bus - Best Anal Movie: Anal Beauty - Best Anal Series: DP Me - Best Anthology Movie: Oil Overload 12 - Best Art Direction: Batman v Superman XXX: An Axel Braun Parody - Best BDSM Movie: The Submission of Emma Marx: Boundaries - Best Cinematography: Greg Lansky – Being Riley - Best Comedy: Love, Sex & TV News - Best Continuing Series: Dirty Rotten Mother Fuckers - Best Director - Feature: Paul Deeb, Marriage 2.0 - Best Director – Foreign Feature: Dick Bush, The Doctor - Best Director – Foreign Non-Feature: Alis Locanta – Waltz With Me - Best Director – Non-Feature: Jules Jordan – Jesse: Alpha Female - Best Director – Parody: Axel Braun – Peter Pan XXX: An Axel Braun Parody - Best Double Penetration Sex Scene: Riley Reid, James Deen a Erik Everhard – Being Riley - Best Editing: Eddie Powell a Gabrielle Anex – The Submission of Emma Marx: Boundaries - Best Ethnic Movie: Latin Asses - Best Ethnic/Interracial Series: My First Interracial - Best Foreign Feature: The Doctor - Best Foreign Non-Feature: Waltz With Me - Best Gonzo Movie: Eye Contact - Best Group Sex Scene: Keisha Grey, Mick Blue, James Deen, Jon Jon, John Strong a Erik Everhard – Gangbang Me 2 - Best Ingénue Movie: Best New Starlets 2015 - Best Interracial Movie: Black & White 3 - Best Makeup: Cammy Ellis a May Kup – Batman v Superman XXX: An Axel Braun Parody - Best Male Newcomer: Brad Knight - Best Marketing Campaign – Individual Project: Marriage 2.0, LionReach/Adam & Eve - Best Marketing Campaign – Company Image: Blacked/Tushy - Best MILF Movie: MILF Performers of the Year 2015 - Best New Imprint: Tushy - Best New Series: All Access - Best Non-Sex Performance: Christopher Ryan, PhD, Marriage 2.0 - Best Older Woman/Younger Girl Movie:: Lesbian Adventures: Older Women, Younger Girls 6 - Best Oral Movie: Facialized 2 - Best Orgy/Gangbang Movie: Gangbang Me 2 - Best Polyamory Movie: Marriage 2.0 - Best POV Sex Scene: Jillian Janson, Aidra Fox a Jules Jordan – Eye Contact - Best Screenplay: Jacky St. James – The Submission of Emma Marx: Boundaries - Best Screenplay – Parody: Axel Braun a Mark Logan – Batman v Superman XXX: An Axel Braun Parody - Best Sex Scene in a Foreign-Shot Production: Victoria Summers a Danny D – The Doctor - Best Solo Movie: Glamour Solos 4 - Best Solo/Tease Performance: Abigail Mac – Black & White 4 - Best Soundtrack: Wanted | Obsah - Best Special Effects: Batman v Superman XXX: An Axel Braun Parody - Best Specialty Movie – Other Genre: Cum Inside Me - Best Specialty Series – Other Genre: Big Tit Cream Pie - Best Supporting Actor: Steven St. Croix – Peter Pan XXX: An Axel Braun Parody - Best Taboo Relations Movie: The Father Figure - Best T/A Movie: Bra Busters 6 - Best Three-Way Sex Scene – Boy/Boy/Girl: Carter Cruise, Flash Brown a Jason Brown – Carter Cruise Obsession - Best Three-Way Sex Scene – Girl/Girl/Boy: Anikka Albrite, Valentina Nappi a Mick Blue – Anikka's Anal Sluts - Best Transsexual Movie: The Tranny Bunch - Best Transsexual Series: The Trans X-Perience - Best Transsexual Sex Scene: Vixxen Goddess a Adriana Chechik – TS Playground 21 - Clever Title of the Year: That Rapper Destroyed My Crapper - Female Foreign Performer of the Year: Misha Cross - Mainstream Star of the Year: Jessica Drake - Male Foreign Performer of the Year: Rocco Siffredi - MILF Performer of the Year: Kendra Lust - Most Outrageous Sex Scene: Lea Lexis a Tommy Pistol v „Nightmare for the Dairy Council“ – Analmals Fan Awards - Favorite Cam Girl: AngelNDemon4u nebo Devious Angel - Favorite Cam Guy: Adam Sinner - Favorite Camming Couple: Nicolah and Steven Bond - Favorite Female Performer: Riley Reid - Favorite Male Performer: Keiran Lee - Favorite Trans Cam Performer: Kylie Maria - Favorite Trans Performer: Bailey Jay - Hottest Newcomer: Abella Danger - Hottest MILF: Kendra Lust - Most Amazing Sex Toy: Dani Daniels - Most Spectacular Boobs: Hitomi Tanaka - Social Media Star: Riley Reid Web a technologie - Best Affiliate Program: Famedollars (Gammae Entertainment) - Best Alternative Website: Kink.com - Best Dating Website: AdultFriendFinder.com - Best Membership Website: Blacked.com - Best Porn Star Website: JoannaAngel.com - Best Solo Girl Website: Vicky Vette – VickyAtHome.com - Best Web Director: Ivan Produkty pro potěšení - Best Condom Manufacturer: Kimono - Best Enhancement Manufacturer: Classic Erotica - Best Fetish Manufacturer: Spartacus Leathers - Best Lingerie or Apparel Manufacturer: Syren Latex - Best Lubricant Manufacturer: Wet International - Best Pleasure Product Manufacturer – Large: Doc Johnson - Best Pleasure Product Manufacturer – Medium: LELO - Best Pleasure Product Manufacturer – Small: Advanced Response Maloobchod a distribuce - Best Boutique: Early to Bed (Chicago) - Best Retail Chain – Small: Good Vibrations - Best Retail Chain – Large: Romantix - Best Web Retail Store: AdultEmpire.com |

#### Několik ocenění a nominací
| Nominace | Film                                        |
| -------- | ------------------------------------------- |
| 21       | Peter Pan XXX: An Axel Braun Parody         |
| 18       | Batman v Superman XXX: An Axel Braun Parody |
| 16       | Angela 2                                    |
| 13       | Gangbang Me 2                               |
| 12       | Marriage 2.0                                |
| 12       | Turning: A Lesbian Horror Story             |
| 11       | Meet Aidra Fox                              |
| 11       | Slut Puppies 9                              |
| 11       | Wanted                                      |
| 11       | Brazzers House                              |
| 10       | Doctor                                      |
| 10       | Submission Of Emma Marx 2: Boundaries       |
| 10       | Sisterhood                                  |
| 10       | Just Jillian                                |
| 10       | Magic Mike XXXL                             |
| 10       | Stockholm Syndrome                          |
| 10       | Being Riley                                 |

| Ocenění | Film                                        |
| ------- | ------------------------------------------- |
| 5       | Being Riley                                 |
| 5       | Batman v Superman XXX: An Axel Braun Parody |
| 4       | Marriage 2.0                                |
| 4       | Peter Pan XXX: An Axel Braun Parody         |
| 4       | The Submission of Emma Marx: Boundaries     |
| 3       | The Doctor                                  |
| 2       | Angela 2                                    |
| 2       | Black and White 4                           |
| 2       | Eye Contact                                 |
| 2       | Gangbang Me 2                               |
| 2       | Waltz With Me                               |
| 2       | Wanted                                      |

### Honorary AVN Awards

#### Visionary Award
Visionary Award obdržel zakladatel časopisu Adult Video News Paul Fishbein.

#### Hall of Fame (Síň slávy)
Dne 18. prosince 2015 Adult Video News oznámilo několik osob, které zařadilo do síně slávy.
- Founders Branch: Fred Hirsch, Rudy Sutton, Eddie Wedelstedt
- Video Branch: Joanna Angel, Nikki Benz, DCypher, Jonni Darkko, Dana DeArmond, Nikita Denise, Tommy Gunn, Kimberly Kane, Sascha Koch, Alex Ladd, Teagan Presley, John Strong, Shyla Stylez, Dana Vespoli, Vicky Vette
- Executive Branch: Jon Blitt, Bob Christian, Scott David, Eric Gutterman, Steve Volponi, Nelson X
- Pleasure Products Branch: Ralph Caplan, Rina Valan, Steve Shubin
- Internet Founders Branch: Charles Berrebbi and John Albright, Ilan Bunimovitz

## Moderátoři a umělci
Následující osoby událost moderovaly nebo na ní předváděly hudební čísla a komediální skeče.

### Moderátoři
| Jméno                                  | Role                                                          |
| -------------------------------------- | ------------------------------------------------------------- |
| Rob Piper Brett Rossi Katrina Jade     | Prezentátoři ceny Best Boy/Girl Sex Scene                     |
| Carter Cruise                          | Prezentátorka ceny Best New Starlet                           |
| Katie Morgan Janice Griffith Alex Gray | Prezentátoři ceny Best Actress                                |
| Nick Hawk Skin Diamond Jacky St. James | Prezentátoři cen All Girl Performer Of The Year a Best Parody |
| Shawna Lenee                           | Prezentátorka cen Best Girl/Girl Sex Scene a Favorite CamGirl |

### Umělci
| Jméno                       | Role                      | Představeno                                           |
| --------------------------- | ------------------------- | ----------------------------------------------------- |
| Mark Stone a AVN Orchestra  | Hudební režisér/producent | Orchestr                                              |
| Tanečnice Hustler Club      | Umělkyně                  | Taneční doprovod                                      |
| Kate Quigley                | Umělkyně                  | Stand-up komička                                      |
| Anikka Albrite Joanna Angel | Umělkyně                  | Píseň a taneční číslo „That’s What Porn is All About“ |
| Waka Flocka Flame Southside | Umělec                    | Hip-hopová čísla „No Hands“ a „Round of Applause“     |